# Nõmme
Nõmme (en estonio: Nõmme linnaosa) es un distrito de Tallin, la capital de Estonia. Su superficie total es de 28 kilómetros cuadrados.
Nõmme se ubica al suroeste de Tallin. Al norte se encuentra el distrito de Mustamäe y al sur el límite de la ciudad de Tallin. Al este de Nõmme se encuentra el lago Ülemiste, y al noroeste el Lago Harku. Hasta 1940, año en que fue incorporada a Tallin, Nõmme era una ciudad independiente.

## División administrativa
[[Archivo:.]]
El distrito se subdivide a su vez en nueve subdistritos, a saber: Hiiu, Kivimäe, Laagri, Liiva, Männiku, Nõmme, Pääsküla, Rahumäe y Vana-Mustamäe. Pääsküla es la parte más antigua del actual Nõmme (se menciona por primera vez como población en el Liber Census Daniæ, en el siglo XIII).
Nõmme se compone principalmente de chalés antiguos de finales del siglo XIX y principios del XX. En parte, están protegidos por la declaración de monumentos históricos. Debido a la abundancia de árboles y zonas verdes, el barrio también es conocido como "ciudad-bosque" (en estonio metsalinn).

## Demografía
| Gráfica de evolución de Nõmme entre 2003 y |
|                                            |

## Galería

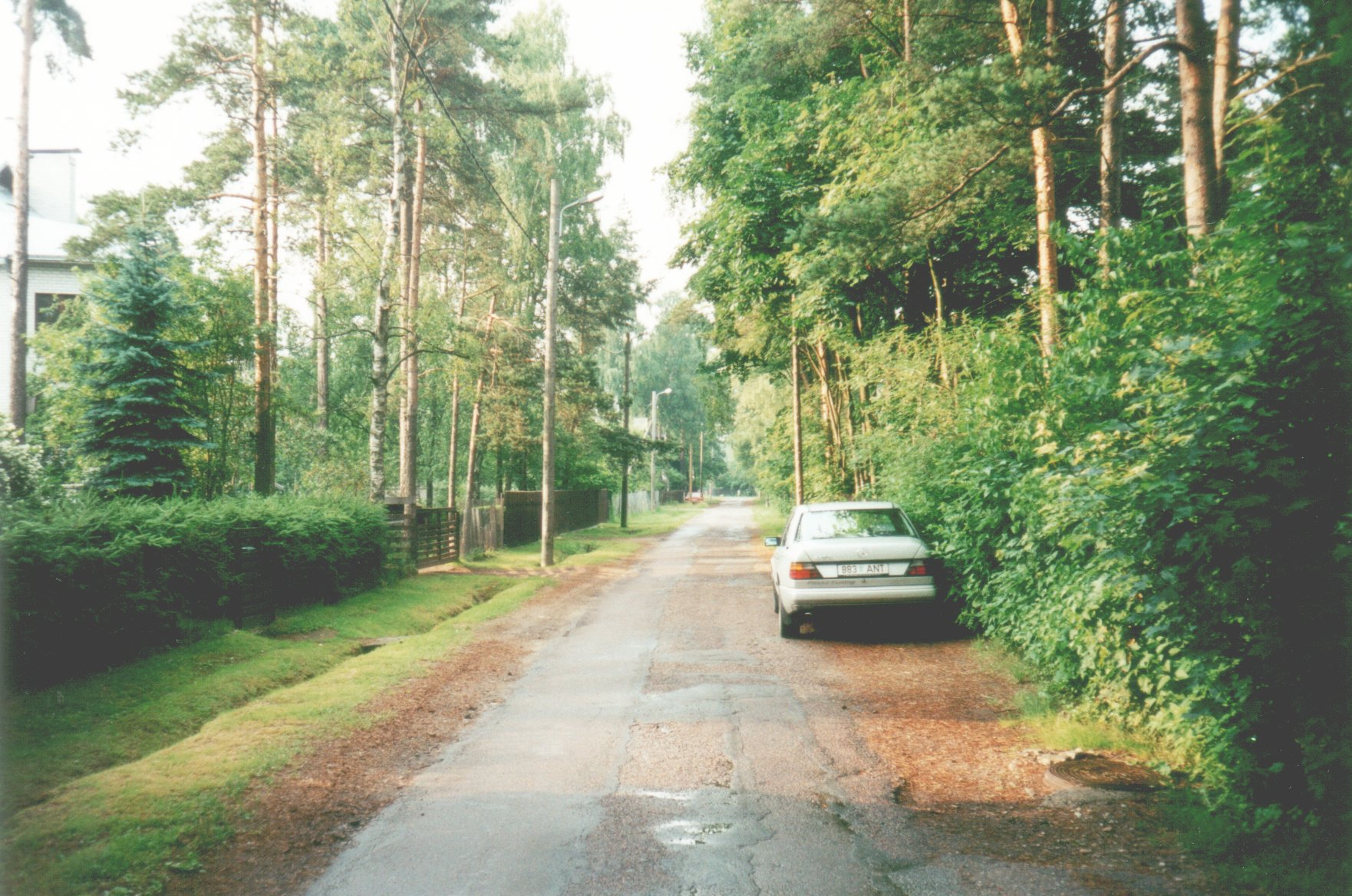
Calle de Nõmme
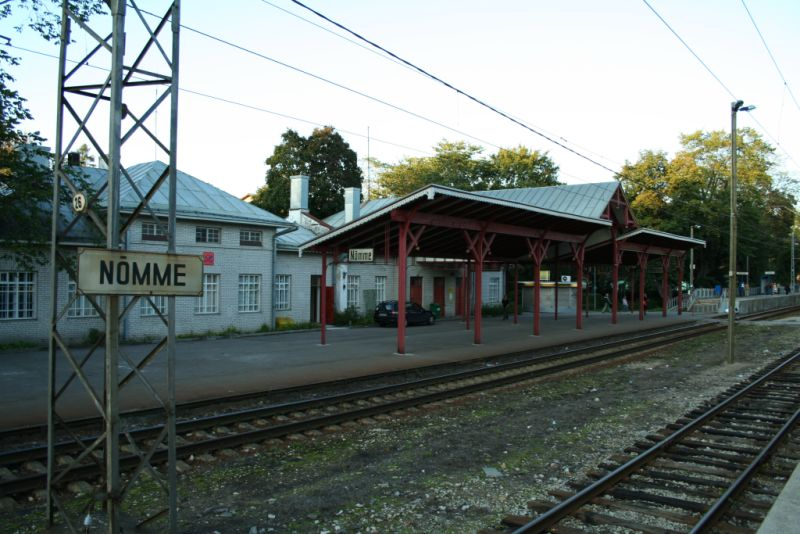
Estación de Nõmme